# فابيان كاموس
فابيان كاموس (28 فبراير 1985 بآرل في فرنسا - ) (بالفرنسية: Fabien Camus)‏ هو لاعب كرة قدم فرنسي وتونسي في مركز الوسط. شارك مع منتخب تونس لكرة القدم. أما مع النوادي، فقد لعب مع أولمبيك مارسيليا ونادي إيفيان ونادي تروا ونادي جينك ونادي رويال شارلروا.

## روابط خارجية
- فابيان كاموس على موقع قاعدة بيانات كرة القدم.إي يو (الإنجليزية)
- فابيان كاموس على موقع ليكيب (الفرنسية)
- فابيان كاموس على موقع ناشيونال فوتبول تيمز (الإنجليزية)
- فابيان كاموس على موقع Soccerway.com (الإنجليزية)
- فابيان كاموس على موقع AS.com (الإسبانية)